# TUI UK

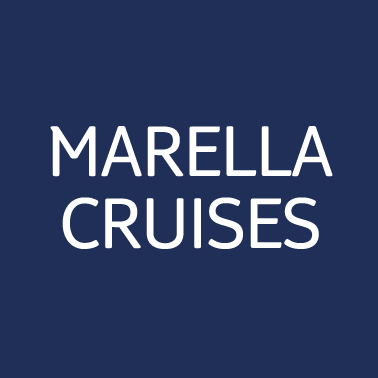
Logo von Marella Cruises

TUI UK ist ein britisches Touristikunternehmen mit Sitz in Luton, England. Bis 2017 hieß es Thomson Holidays.

## Geschichte
Das Unternehmen wurde 1965 gegründet und ging 1998 an die Londoner Börse. Das Unternehmen ist ein Tochterunternehmen der TUI AG. Das Unternehmen ist unter anderem auf die Kreuzfahrtbranche spezialisiert und betreibt die Marke Marella Cruises (bis 2017 Thomson Cruises). Auch die Marke Island Cruises gehörte zum Unternehmen. Von 2002 bis 2006 war das Unternehmen Sponsor des britischen Fußballvereins Tottenham Hotspur.
Ende März 2025 gab Marella Cruises bekannt, erstmals zwei Schiffe neu bauen zu wollen. Dazu wurde mit der Fincantieri-Werft ein Vorvertrag über zwei Schiffe mit Ablieferung 2030 und 2032, die jeweils etwa 3.200 Passagiere fassen und jeweils eine Milliarde Euro kosten sollen, abgeschlossen.

## Gegenwärtige Schiffsflotte

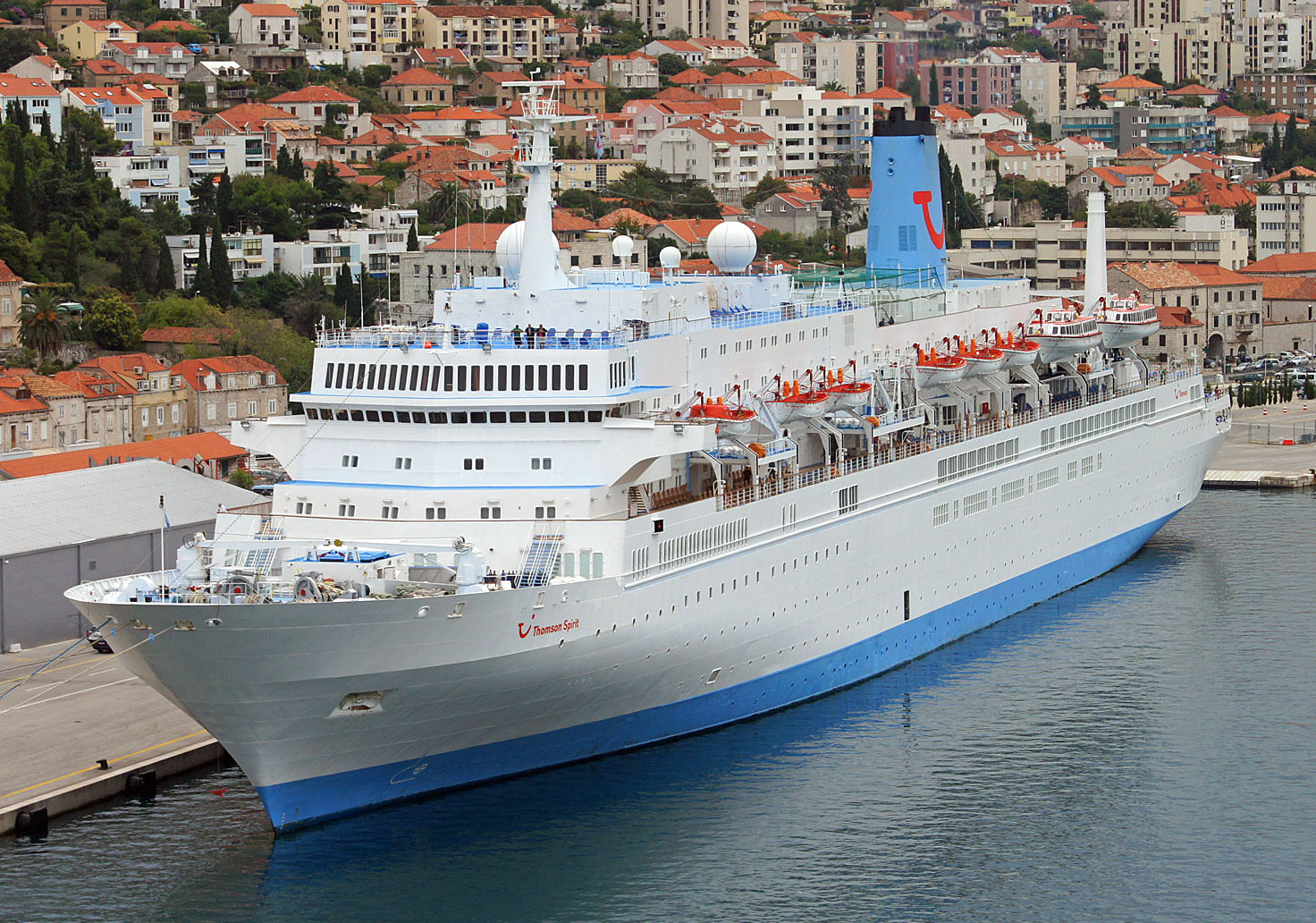
Die Thomson Spirit

| Schiff              | Baujahr | Bauwerft                  | Reedereidienst | Vermessung | Flagge  | Bemerkungen                                                                                                |
| ------------------- | ------- | ------------------------- | -------------- | ---------- | ------- | --- |
| Marella Discovery   | 1996    | Chantiers de l’Atlantique | seit 2016      | 69.472 BRZ | Malta   | vormals Splendour of the Seas, ab 2016 zunächst als TUI Discovery eingesetzt, seit 2017 Marella Discovery  |
| Marella Discovery 2 | 1997    | Chantiers de l’Atlantique | seit 2017      | 69.472 BRZ | Bahamas | vormals Legend of the Seas, ab 2017 zunächst als TUI Discovery 2 eingesetzt, seit 2017 Marella Discovery 2 |
| Marella Explorer    | 1996    | Meyer Werft               | seit 2018      | 76.998 BRZ | Malta   | vormals Galaxy, Celebrity Galaxy, Mein Schiff, Mein Schiff 1                                               |
| Marella Explorer 2  | 1995    | Meyer Werft               | seit 2019      | 72.458 BRZ | Malta   | vormals Century, Celebrity Century, SkySea Golden Era                                                      |
| Marella Voyager     | 1997    | Meyer Werft               | seit 2023      | 77.302 BRZ | Malta   | vormals Mercury, Celebrity Mercury, Mein Schiff 2, Mein Schiff Herz                                        |

## Ehemalige Schiffe
| Schiff                                  | Baujahr | Bauwerft                                     | Reedereidienst      | Vermessung | Verbleib/Bemerkungen |
| --------------------------------------- | ------- | -------------------------------------------- | ------------------- | ---------- | --- |
| Ithaca                                  | 1956    | Deutsche Werft, Hamburg                      | 1973–1976           | 8.977 BRT  | 2003 abgewrackt |
| Calypso                                 | 1955    | Harland & Wolff                              | 1975–1976           | 20.204 BRZ | 2004 abgewrackt |
| Island Breeze                           | 1961    | John Brown & Co, Clydebank                   | 1996–1998           | 32.697 BRT | 2003 abgewrackt |
| Sapphire                                | 1968    | Cantieri Navale Felszegi, Triest             | 1996–2002           | 12.263 BRZ | 2012 abgewrackt |
| The Topaz                               | 1956    | Fairfield Sb. & Eng. Co, Glasgow             | 1997–2003           | 25.516 BRT | 2008 abgewrackt |
| The Emerald                             | 1958    | Newport News Shipbuilding, Newport News      | 1997–2008           | 26.431 BRZ | 2012 abgewrackt |
| The Calypso                             | 1967    | Italcantieri S.p.A., Castellammare di Stabia | 2006–2009           | 11.162 BRT | 2013 abgewrackt |
| Thomson Destiny                         | 1982    | Wärtsilä, Helsinki                           | 2005–2012           | 37.773 BRZ | ab 2012 Louis Olympia bei Louis Cruise Lines, 2025 abgewrackt |
| Thomson Majesty                         | 1992    | Kværner Masa Yards, Turku                    | 2012–2017           | 40.876 BRZ | vormals Royal Majesty, Norwegian Majesty, Louis Majesty, ab März 2018 als Majesty bei Celestyal Cruises                                                           |
| Thomson Spirit Marella Spirit           | 1983    | Chantiers de l’Atlantique                    | 2003–2018 2018      | 33.930 BRZ | vormals Nieuw Amsterdam, Patriot, Spirit, 2018 abgewrackt |
| Thomson Celebration Marella Celebration | 1984    | Chantiers de l’Atlantique                    | 2004–2017 2017–2020 | 33.933 BRZ | vormals Noordam, ab 2004 zunächst Thomson Celebration, seit 2017 Marella Celebration, 2020 im Zuge der COVID-19-Pandemie ausgemustert, 2022 abgewrackt            |
| Thomson Dream Marella Dream             | 1986    | Meyer Werft                                  | 2010–2017 2017–2020 | 54.763 BRZ | vormals Homeric, Westerdam, Costa Europa, ab 2010 zunächst Thomson Dream, ab 2017 Marella Dream, 2020 im Zuge der COVID-19-Pandemie ausgemustert, 2022 abgewrackt |